# جانجا لالیچ
جانجا لالیچ (انگلیسی: Janja Lalich؛ زادهٔ ۱۹۴۵) جامعه‌شناس اهل ایالات متحده آمریکا است.
وی همچنین برندهٔ جوایزی همچون برنامه فولبرایت شده‌است.